# Sundasciurus
Sundasciurus és un gènere d'esquirols originaris del sud-est asiàtic. El seu aspecte és similar al de Callosciurus, però amb colors menys llampants. Sovint tenen el dors gris o marró i el ventre gris, blanc o taronja. El seu hàbitat natural són les selves tropicals. S'alimenten de fruita i núcules, que sovint complementen amb insectes. Alguns viuen a terra, d'altres a mitjana alçada i d'altres a la copa dels arbres.

## Taxonomia
- Subgènere Aletesciurus
  - Esquirol de Davao (Sundasciurus davensis)
  - Esquirol de cua de cavall (Sundasciurus hippurus)
  - Esquirol de Hoogstraal (Sundasciurus hoogstraali)
  - Esquirol de Palawan septentrional (Sundasciurus juvencus)
  - Esquirol de Mindanao (Sundasciurus mindanensis)
  - Esquirol de les illes Calamian (Sundasciurus moellendorffi)
  - Esquirol de les Filipines (Sundasciurus philippinensis)
  - Esquirol de muntanya de Palawan (Sundasciurus rabori)
  - Esquirol de l'illa Samar (Sundasciurus samarensis)
  - Esquirol de Palawan meridional (Sundasciurus steerii)
- Subgènere Sundasciurus
  - Esquirol de Brooke (Sundasciurus brookei)
  - Esquirol frare (Sundasciurus fraterculus)
  - Esquirol de Jentink (Sundasciurus jentinki)
  - Esquirol de Low (Sundasciurus lowii)
  - Esquirol de les illes Natuna (Sundasciurus natunensis)
  - Esquirol de Robinson (Sundasciurus robinsoni)
  - Esquirol esvelt indonesi (Sundasciurus tenuis)